# Parco nazionale del Jirisan
Il parco nazionale del Jirisan (in coreano 지리산국립공원) è un'area naturale protetta che si trova nel sud della Corea del Sud. Istituito nel 1967, è stato il primo parco nazionale del paese e prende il nome dalla seconda montagna più alta del paese.